# Catedral de San Agustín (Laredo)
La catedral de San Agustin es una catedral católica de Estados Unidos, la sede de la diócesis de Laredo. Está situada en la avenida de San Bernardo 214 en el corazón del centro de la ciudad de Laredo, Texas, en el distrito histórico de San Agustín (27°30′09″N 99°30′19″O / 27.502471, -99.505325). Una primitiva iglesia ya existe desde 1755, siendo la actual de 1872. El obispo de la catedral es James Anthony Tamayo. En año 2000, la catedral era la iglesia madre de 222.250 católicos en la diócesis.

## Historia
La Villa de San Agustín de Laredo fue establecida en 1755. Sus fundadores desearon un lugar de adoración. El obispo de Guadalajara, Jalisco, Fray Francisco de San Buena Ventura, ordenó la construcción de una pequeña capilla misionera en 1760, que fue el único lugar de culto hasta 1778. En 1778, la primera piedra de la estructura fue colocada con el objetivo de albergar a más de doscientas familias en su interior. En 1789, San Agustín fue establecido como parroquia por el obispo de Guadalajara.
En 1848, el obispo de Galveston, Rt. Reverend Jim J.M. Odin, asignó a varios sacerdotes franceses a esta parte de su territorio. Entre ellos estaba el padre Allophone Martin Souchon, que en 1866 comenzó la construcción de la actual iglesia. La iglesia San Agustín es una estructura gótica con una altura máxima de 43 metros en la torre de la campana/reloj. Todas las ventanas tienen la forma gótica tradicional con el cristal manchado situado entre las bahías estructurales de sus paredes de la albañilería. Un sacerdote francés, padre Pierre Yves Keralum, fue el diseñador y el arquitecto de este monumento histórico. La iglesia nueva fue abierta en el 12 de diciembre de 1872.
De 1989 a 1994, la Sociedad para la Preservación Histórica de la Iglesia del San Agustín (San Agustín Church Historical Preservation and Restoration Society) realizó un proyecto de $675.000 USD para restauraciones. Fue instalada una capilla nueva del sacramento, la iglesia fue totalmente reparada y restaurada, y fue creada alrededor de la iglesia una plaza de piso de ladrillo.
En el año 2000, fue establecida la Diócesis de Laredo, y la iglesia de San Agustín se convirtió en su catedral por orden de Su Santidad el Papa Juan Pablo II. La Catedral del San Agustín es una de las más antiguas del sudoeste de Estados Unidos. Es también el segundo edificio más alto de Laredo.  El Distrito Histórico del San Agustín de Laredo está en el Registro Nacional de los Lugares Históricos de Estados Unidos.